# Amber Brooks
Amber Jean Brooks (Evansville, Indiana, Estados Unidos; 23 de enero de 1991) es una futbolista estadounidense. Juega de defensora y mediocampista en el Washington Spirit de la National Women's Soccer League (NWSL) de Estados Unidos.
En 2015, el Reign FC cedió el pase de Brooks al Houston Dash a cambio de la defensora Meghan Klingenberg.

## Estadísticas

### Clubes
| Club                       | País           | Año             |
| -------------------------- | -------------- | --------------- |
| Bayern Munich              | Alemania       | 2013            |
| Portland Thorns            | Estados Unidos | 2014            |
| Bayern Munich              | Alemania       | 2014 - 2015     |
| Seattle Reign              | Estados Unidos | 2015            |
| Houston Dash               | Estados Unidos | 2016 - 2019     |
| Adelaide United (préstamo) | Australia      | 2018 - 2019     |
| Adelaide United            | Australia      | 2019 - 2020     |
| OL Reign                   | Estados Unidos | 2020 - 2021     |
| Washington Spirit          | Estados Unidos | 2022 - presente |

## Palmarés

### Títulos nacionales
| Título              | Club          | País     | Año     |
| ------------------- | ------------- | -------- | ------- |
| Bundesliga Femenina | Bayern Munich | Alemania | 2014-15 |

### Títulos internacionales
| Título                                    | Club           | País   | Año  |
| ----------------------------------------- | -------------- | ------ | ---- |
| Campeonato Femenino Sub-20 de la Concacaf | Estados Unidos | Panamá | 2012 |

(*) Incluyendo la Selección